# Chinezen in Italië
De groep Chinezen in Italië telt ongeveer 200.000 leden.

## Geschiedenis
De eerste Chinezen kwamen tijdens de jaren 1930 naar Italië. Volgens de overlevering zijn er lopend naartoe gegaan. Ze trokken van dorp naar dorp en verkochten aarden poppetjes en bewerkten leer. Hun jiaxiang is in Zhejiang. Ook tegenwoordig heeft het merendeel van de Chinezen in Italië Zhejiang als jiaxiang.
De tweede groep Chinese migranten kwam eind jaren 1980 naar Italië, nadat de Volksrepubliek China haar deuren openstelde voor de buitenwereld.

## Demografie
In Italië wonen behalve Chinese Italianen ook Chinezen die alleen de Chinese nationaliteit hebben. Deze laatste groep bestond in 2006 uit 144.885 mensen. In Italië leven er zo'n duizend katholieken van Chinese afkomst. De helft van deze katholieken woont in de stad Prato. Daar wordt jaarlijks een bijeenkomst georganiseerd voor Chinese katholieken van Italië.

## Verspreiding
In Milaan wonen de meeste mensen van Chinese afkomst. In de Via Paolo Sarpi staat de oudste Chinese buurt van Italië. Eén op de tien winkels heeft een autochtone Italiaan als eigenaar. De een na grootste Chinese gemeenschap in Italië leeft in Prato. Daar is in het westen van de stad ook de grootste Chinese buurt van Italië te vinden en staat daar een Chinees-boeddhistische tempel, Puhuasi. In Rome is ook een Chinese buurt, met onder andere de Pu Tuo Shantempel. Ook in Palermo (stad) is een Chinees-boeddhistische tempel te vinden met de Chinese naam "巴勒莫华人佛堂" aan de Via Fichidindia. De Italiaanse naam is Palermo Templo Cinese. De tempel werd in 2008 opgericht.

### Steden met omvangrijke Chinese gemeenschappen
De cijfer zijn gebaseerd op cijfers van Demo Istat.
- Milaan 18.918 (1,43% van de totale populatie)
- Rome 12.013
- Prato 11.882 (6,32%)
- Turijn 5.437
- Florence 3.890 (1,05%)
- Campi Bisenzio 3.018 (6,87%)
- Reggio Emilia 2.925 (1,72%)
- Bologna 2.654
- Napels 2.456
- Brescia 2.394 (1,23%)
- Venetië 2.163
- Empoli 1.759 (3,67%)
- Genua 1.637
- Forli 1.607 (1,36%)
- Padua 1.571
- Fucecchio 1.502 (6,39%)

## Religie

### Tempels
- Pu Tuo Shantempel
- Palermo Templo Cinese
- Puhuasi

|  |  |